# ミコワイ・ラジヴィウ・ルディ
ミコワイ・ラジヴィウ・"ルディ"またはミカロユス・ラドヴィラ・"ルダシス"（ポーランド語:Mikołaj Radziwiłł Rudy；リトアニア語:Mikalojus Radvila Rudasis, 1512年 - 1584年4月27日、赤毛のミコワイ・ラジヴィウ）は、ポーランド・リトアニア共和国の大貴族、公（帝国諸侯）。ルディは「赤色」を意味する異称で、同姓同名の黒髪のミコワイ・ラジヴィウと区別するためにそう呼ばれた。ミコワイ6世ラジヴィウとも呼ばれる。

## 生涯
リトアニア大ヘトマンを務めたイェジ・ラジヴィウの長男として、ヴィリニュスで生まれた。ルディはヴィリニュス城代を務め、リトアニア大法官、リトアニア大ヘトマン（1576年以後）の顕職にあった。また1547年、ラジヴィウ家の一族とともに、神聖ローマ帝国の帝国諸侯の地位に叙せられた。ポーランド王ジグムント2世アウグストの2番目の妃バルバラ・ラジヴィウヴナの実兄であったため、国政に大きな発言力を持った。
ルディは長年、軍司令官であるヘトマン職を務めていた。ポーランド・リトアニア共和国ではさほど名のあるヘトマンだった訳ではないにもかかわらず、国王ステファン・バートリの治世にはモスクワ・ロシアによる共和国東部国境への侵入を防衛することに成功した。またルディの政治的経歴は従弟ミコワイ・ラジヴィウ・チャルヌィとの盟友関係によって築かれており、大公国内の勢威の拡大のために彼と協力して、リトアニアの多くの有力貴族家門と敵対した。この同盟関係はラジヴィウ一族に王朝的な協同関係を結ばせることになり、また同家の家族的利害関心は共和国のマグナートたちの関係に強く影響していくこととなった。
ルディはリトアニア大公国の主権の擁護者となり、1569年のルブリン合同ではこの政治的合同にはっきりと反対していた。多くのマグナートとは違い、リトアニア大公国の利益に反するものだとして彼は合同に関する法令に署名するのを拒んだ。また彼は共和国においてプロテスタントに改宗した最も有名な人物の一人であり、彼の子孫達は、1695年に最後の末裔であるルドヴィカ・カロリナ・ラジヴィウが死ぬまで、リトアニアのカルヴァン派教会の熱心な庇護者であった。